# Mark Huizinga
Mark Huizinga (ur. 10 września 1973 w Vlaardingen) – holenderski judoka, złoty medalista olimpijski, brązowy medalista mistrzostw świata, pięciokrotny mistrz Europy.
Podczas igrzysk olimpijskich w Atlancie zdobył brązowy medal w kategorii do 86 kilogramów. Na kolejnych igrzyskach został mistrzem olimpijskim w kategorii do 90 kilogramów. W tej kategorii zdobył był też trzeci w Atenach.
Zdobył 12 medali na mistrzostwach Europy, w tym pięć złotych.